# Vlinderlibel
De vlinderlibel (Rhyothemis semihyalina) is een libellensoort uit de familie van de korenbouten (Libellulidae), onderorde echte libellen (Anisoptera).
De soort staat op de Rode Lijst van de IUCN als niet bedreigd, beoordelingsjaar 2006.
De wetenschappelijke naam Rhyothemis semihyalina is voor het eerst geldig gepubliceerd in 1832 door Desjardins.